# Казанська губернія
Каза́нська губе́рнія — адміністративна одиниця колишньої Російської імперії, що містилася на сході європейської частини. Була утворена на основі земель Казанського царства при утворенні Російської імперії у 1708 році.

## Історія
Губернія була утворена з Казанського царства 1708 року, що формально існувало після захоплення Московським царством у 1552 році й керувалося Москвою Казанським приказом. Першим казанським губернатором призначено Петра Матвійовича Апраксіна.

### Башкирія у складі губернії
Після найтривалішого башкирського повстання 1704-1711 років у 1711 році Уфимський повіт (воєводство) передано до безпосереднього урядування Сенату. 1728 року башкири подали царю на розслідування утисків від воєвод і цілувальників та збереження спадкових прав на землі.
У 1733-1740 роках Уфимська провінція знову у складі Казанської губернії.

### Виділення Нижньогородської губернії
У січні 1714 року з північну західну частину губернії виділено у новоутворену Нижньогородську губернію. До складу губернії увійшли міста з їх округами; Нижній Новгород, Алатир, Арзамас, Балахна, Васильсурськ, Гороховець, Курмиш, Юр'євець та Ядрин. 22 листопада 1717 року Нижньогородська губернія була скасована й повернута до Казанської губернії.
29 травня 1719 року знову виділена Нижньогородська губернія у складі Алатирської, Арзамаської, Нижньогородської провінцій та 7 міст.

### Виділення Астраханської губернії
1717 року до новоствореної Астраханської губернії відійшли міста з округами: Астрахань, Яїцький Гур'їв, Дмитріївськ, Петровськ, Самара, Саратов, Симбірськ, Сизрань, Терський город, Царицин, Красний Яр, Чорний Яр і Кизляр. 1728 року міста Саратов, Самара, Симбірськ та Сизрань з повітами були повернуті до Казанської губернії. 1739 року Саратов повернуто до складу Астраханської губернії.

### Губернська реформа у 1775-1781
У 1775 році почалася губернська реформа, під час якої Казанська губернія була розділена на кілька намісництв і припинила своє існування:
- 11 вересня 1780 року з Вятської провінції й частин Свіязької та Казанської провінцій утворено В'ятське намісництво;
- з південних повітів утворені Симбірське й Пензенське намісництва;
- 27 січня 1781 року територія Пермської провінції передана до складу утвореного Пермського намісництва;
- 28 вересня 1781 року решта Казанської губернії перетворена на Казанське намісництво у складі 13 повітів.

### Друга Казанська губернія (1796-1920)
У грудні 1796 року Казанське намісництво знову стає губернією.
Казанська губернія скасована після проголошена 27 травня 1920 року Автономної Татарської Соціалістичної Радянської Республіки.

## Адміністративний поділ

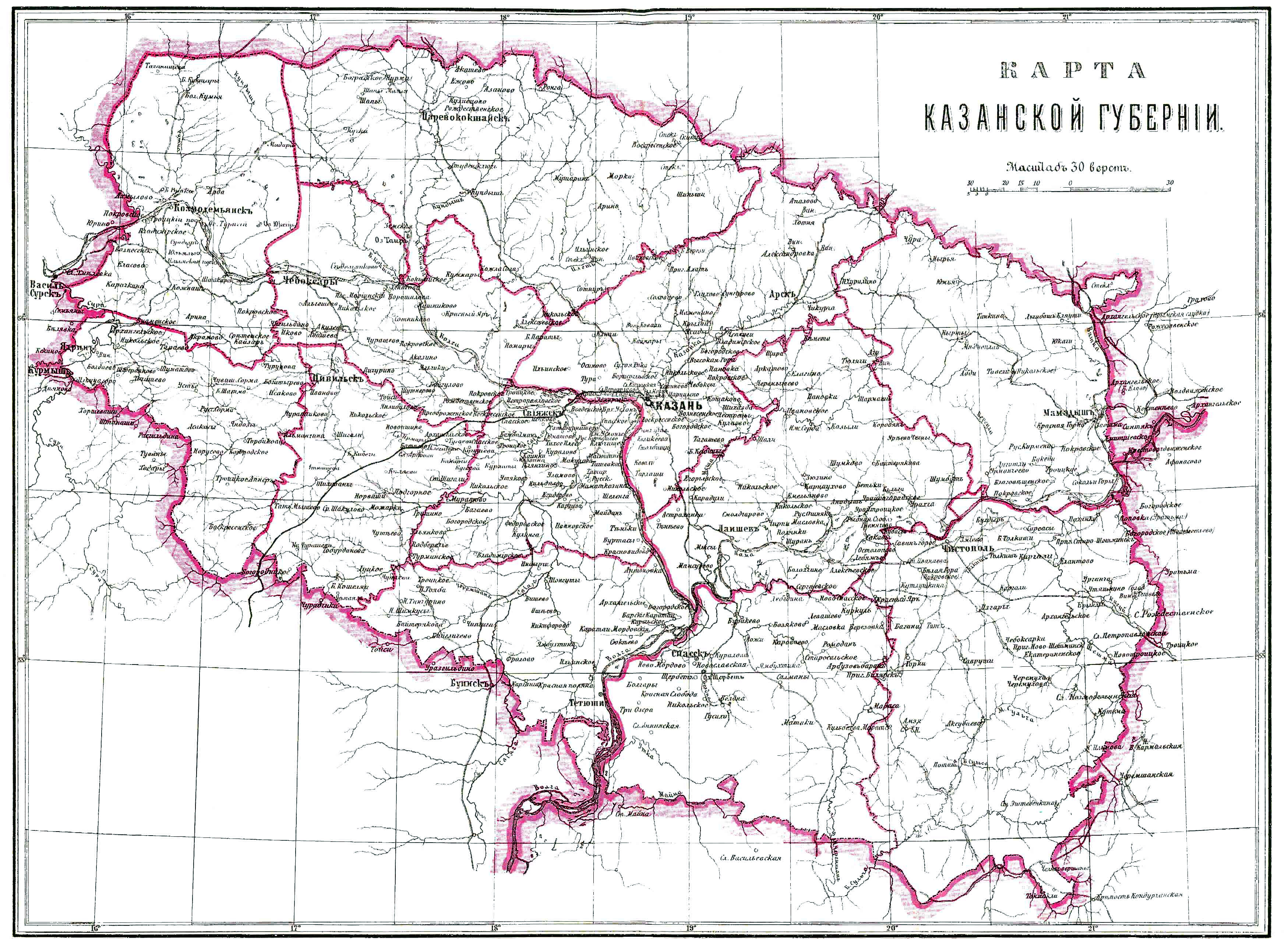

### Воєводський поділ
У 1708-1719 роках Казанська губернія поділялася на:
- Астраханське воєводство
- Казанське воєводство,
- Пензенське воєводство,
- Свіязьке воєводство,
- Симбірське воєводство,
- Уфимське воєводство,
- та інші воєводства.

### Провінційний поділ
Після поділу на провінції 1719 року у складі губернії:
- Казанська провінція,
- Пензенська провінція,
- Свіязька провінція,
- Уфимська провінція.

29 квітня 1727 року - за іменним указом В'ятська і Солікамська (перейменована на Пермську) провінції передані з Сибірської губернії.
1728 року Уфимську провінцію без Мензелінська безпосередньо підпорядковано Сенату.
У 1733-1740 роках Уфимська провінція знову у складі Казанської губернії.
15 березня 1744 року Ісетську й Уфимську провінції передали до складу новоутвореної Оренбурзької губернії.

### Повітовий поділ
При відновленні Казанської губернії 1796 року до її складу входили: 
- Казанський повіт,
- Козьмодемьянський повіт,
- Лаїшевський повіт,
- Мамадішський повіт,
- Свіязький повіт,
- Царевококшайський,
- Цивільський,
- Чебоксарський,
- Чистопольський,
- Ядринський.

У 1802 році були відновлені Спаський і Тетюшський повіти.
В 1802 році губернія поділялась на 12 повітів:
- Казанський повіт
- Козьмодем'янський повіт
- Лаїшевський повіт
- Мамадиський повіт
- Свіязький повіт
- Спаський повіт
- Тетюський повіт
- Царевококшайський повіт
- Цивільський повіт
- Чебоксарський повіт
- Чистопольський повіт
- Ядринський повіт

## Губернатори
- ближній боярин Петро Апраксін — у 1708—1713 роках
- ближній боярин Петро Салтиков — 1713—1719
- ближній боярин Олексій Салтиков — 1719—1725
- генерал-майор Іван Менгден — 1725
- генерал-майор Артемій Волинський — 1725—1727
- генерал-майор Василь Зотов — 1727—1728
- генерал-майор Артемій Волинський — 1728—1731
- князь Михайло — 1731—1732
- граф Платон Мусін-Пушкін — 1732—1735
- граф, генерал-аншеф Олександр Румянцев — жовтень 1735 — листопад 1736 (головний командир Малоросійського тимчасового Правління гетьманського уряду (з 27 листопада по 30 грудня 1736 року та з 6 березня 1738 по 2 березня 1740 року), виконувач обов'язків Київського губернатора (1737—1738 рр.), Астраханський губернатор (з 28 липня по 16 жовтня 1735 р.)
- князь Сергій Голіцин — 1736—1739
- відсутній губернатор — 1739—1741
- генерал-поручик Артемій Загрязький — 1741—1748
- Степан Греков — 1748—1755
- граф Федір Головін — 1755—1760
- князь Василь Тєнішев — 1760—1764
- Андрій Квашнін-Самарин — 1764—1770
- генерал-поручик Яков Бранд — 1770—1774
- князь, генерал-поручик Платон Мещерський — 1774—1781
- Дмитро Казинський — 1797—1799
- Олександр Муханов — 1799—1801
- Олександр Аплєчеєв — 1801—1802
- Микола Кацарєв — 1802—1804
- Борис Мансуров — 1805—1814
- Федір Гур'єв — 1814—1815
- Ілля Толстой — 1815—1820
- Петро Нілов — 1820—1823
- Олександр Жмакін — 1823—1826
- барон Отто Розен — 1826—1828
- Олександр Тургєнєв — 1828
- Іван Жеванов — 1829—1830
- барон Альберт Пірх — 1830—1831
- генерал-лейтенант, генерал-ад'ютант Степан Стрекалов — 1831—1841
- генерал-лейтенант, генерал-ад'ютант Сергій Шипов — 1841—1846
- генерал-лейтенант Іраклій Баратинський — 1846—1857
- генерал-майор Петро Козлянінов — 1858—1863
- Світа Його Величності, генерал-майор Михайло Наришкін — 1863—1866
- Микола Скарятин — 1866—1880
- генерал-майор Олександр Гейнс — 1880—1882
- генерал-майор Леонід Черкасов — 1882—1884
- Микола Андреєвський — 1884—1889
- Петро Полторацький — 1889—1904
- Павло Хомутов — 1904—1905
- полковник Анатолій Рейнбот — 1905—1906
- Михайло Стрижевський — 1906—1913
- Петро Боярський — 1913—1917

Казанські губернські комісари Тимчасового уряду Росії:
- полковник В. В. Молоствов — 1917
- О. М. Плотников — 1917
- Валеріан Андрійович Чернишев — 1917